# Thesaurus Linguae Graecae (Amburgo)
Il Thesaurus Linguae Graecae è un centro di ricerca tedesco, fondato ad Amburgo da Bruno Snell intorno alla seconda metà del Novecento, che opera nel campo degli studi linguistici e filologici sul greco arcaico. 

## Storia
Fu fondato nell'ottobre 1944, con il nome di Archiv für griechische Lexikographie, dal filologo classico Bruno Snell, presso l'Istituto di filologia greca e latina dell'Università di Amburgo. Il nome latino fu scelto nel 1950 per volere della Fédération des Associations d'Etudes Classiques.
Il centro non va confuso con l'omonimo Thesaurus Linguae Graecae, iniziato nel 1972 presso l'Università della California - Irvine, dove fu fondato dalla grecista Marianne McDonald, che era stata allieva di Bruno Snell.

## Obiettivi
Il centro persegue, nel campo dell'ellenistica, un progetto lessicografico a lungo termine per un'indagine completa dell'intero vocabolario greco, simile al progetto del Thesaurus Linguae Latinae. 
Lo scopo dell'indagine portata avanti dall'Istituto del Thesaurus non nasce da un mero interesse linguistico, ma affonda le radici nello studio del pensiero antico: la finalità consiste nel "fornire un panorama della lingua greca arcaica che desse ragione di tutti quegli slittamenti semantici atti a illustrare la progressiva conquista della razionalità nel pensiero greco". 
Al Thesaurus di Amburgo si deve l'edizione di importanti opere, tra cui spiccano il Lexikon des frühgriechischen Epos (abbr.: LfgrE), un lessico enciclopedico sull'epica greca pubblicato dalla Cambridge University Press, e l'Index Hippocraticus, pubblicato da Vandenhoeck & Ruprecht (Index Hippocraticus cui elaborando interfuerunt sodales Thesauri Linguae Graecae Hamburgensis).